# Ismael (roman)
Ismael är en roman av Klas Östergren utgiven 1977.
Romanen är en fristående fortsättning på debutromanen Attila. I Ismael har huvudpersonen hamnat i ett tillstånd av förlamande ensamhet. Han inleder en ny relation som han snart flyr ifrån. Flykten blir en resa genom Europa där han finner lugn och ro i anonymiteten. Han återvänder hem med insikten om att den frihet han jagat kanske aldrig har funnits. Liksom i Attila finns det historiska avsnitt inlagda i romanen som ger perspektiv åt handlingen.